# Chibly Langlois

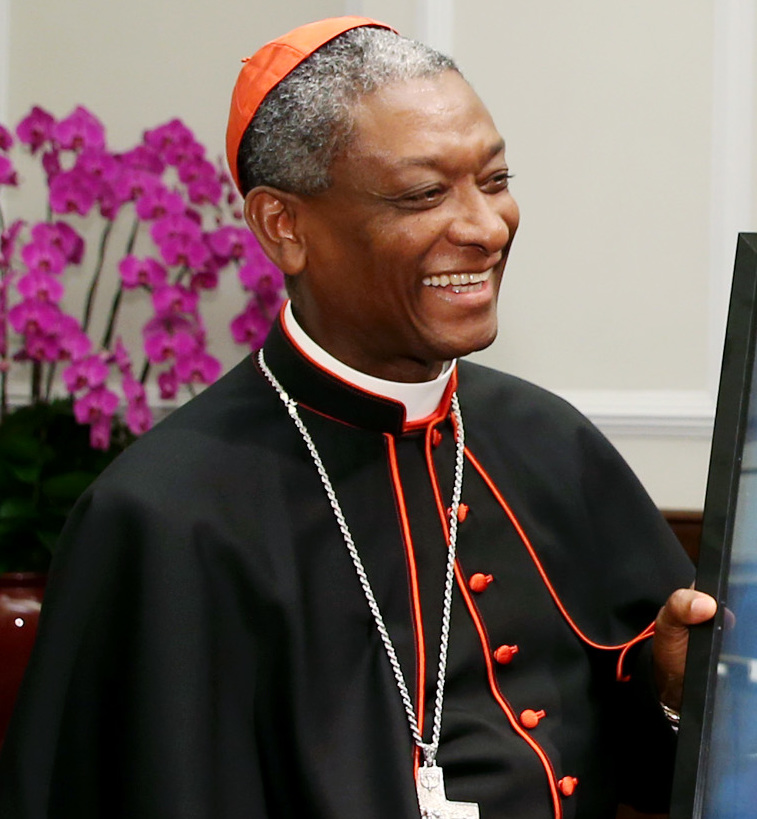
Chibly Kardinal Langlois (2015)

Kardinalswappen von Chibly Langlois

Chibly Kardinal Langlois (* 29. November 1958 in La Vallée-de-Jacmel, Haiti) ist Bischof von Les Cayes.

## Leben
Chibly Langlois stammt aus einer armen Familie. Er besuchte die örtliche Grundschule der Frères de l’Instruction Chrétienne, danach als Sekundarschule das Petit Séminaire Collège Saint-Martial in Port-au-Prince. 1985 trat er in das dortige Grand Séminaire „Notre-Dame d’Haiti“ ein und studierte Philosophie am Priesterseminar Notre Dame de Cazeau in Port-au-Prince und Theologie am Priesterseminar Notre Dame de Turgeau in Port-au-Prince. Am 22. September 1991 empfing er das Sakrament der Priesterweihe für das Bistum Jacmel. Anschließend war er bis 1994 Vikar an der Kathedrale St. Jacques et St. Philippe in Jacmel. Von 1994 bis 1996 studierte er Pastoraltheologie an der Lateranuniversität in Rom und erwarb das Lizentiat mit einer Dissertation über Die Neuevangelisierung in Haiti (La nouvelle évangélisation, oeuvre d’inculturation en Haïti). Nach seiner Rückkehr nach Haiti leitete er als Gründungsdirektor acht Jahre lang das im Oktober 1996 eröffnete diözesane Centre Pastoral in Jacmel und war verantwortlich für die Jugendseelsorge im Bistum Jacmel. Er unterrichtete am diözesanen Bildungshaus (Institut Diocésain pour l’Éducation et la pour la Promotion Humaine), bildete Katecheten aus, begleitete die Ti Kominote Legliz (Kreyòl: Kleine Kirchliche Gemeinschaften) und hielt Kurse zur biblischen und liturgischen Bildung. Zugleich war er Pfarrer der nahegelegenen Pfarrei Les Orangers, wo er die Marienwallfahrt förderte. Zudem lehrte am Priesterseminar in Port-au-Prince als Professor für Pastoraltheologie und war als vielgefragter Prediger und Exerzitienmeister auch außerhalb seines Heimatbistums tätig.
Am 8. April 2004 ernannte ihn Papst Johannes Paul II. zum Bischof von Fort-Liberté. Der Erzbischof von Cap-Haïtien, Hubert Constant OMI, spendete ihm am 6. Juni desselben Jahres die Bischofsweihe; Mitkonsekratoren waren der Bischof von Les Cayes, Guire Poulard, und der Erzbischof von Port-au-Prince, Joseph Serge Miot. Am 15. August 2011 ernannte ihn Papst Benedikt XVI. zum Bischof von Les Cayes. Im Dezember 2011 wurde Langlois für eine dreijährige Amtszeit zum Präsidenten der Haitianischen Bischofskonferenz gewählt. Er war zudem offizieller Vermittler zwischen der Opposition und den Anhängern des Präsidenten Michel Martelly.
Im Konsistorium vom 22. Februar 2014 nahm ihn Papst Franziskus als Kardinalpriester mit der Titelkirche San Giacomo in Augusta in das Kardinalskollegium auf. Chibly Langlois ist der erste aus Haiti stammende Kardinal.
Seit dem 22. Mai 2014 ist er Mitglied des Päpstlichen Rats für Gerechtigkeit und Frieden und der Päpstlichen Kommission für Lateinamerika sowie seit 13. Juli 2016 des Dikasteriums für die Kommunikation. Nach dem Tod von Papst Franziskus nahm Kardinal Langlois am Konklave 2025 teil, das Leo XIV. wählte.